# Burg Crest
Die Burg Crest ist die Ruine einer Höhenburg oberhalb der südfranzösischen Gemeinde Crest im Département Drôme. Ihr erhaltener Donjon ist mit 52 Metern Höhe wahrscheinlich der höchste in Frankreich und steht seit Juni 1877 als Monument historique unter Denkmalschutz.
Die Burg Crest wurde in mehreren Bauphasen vom 10. Jahrhundert bis zur zweiten Hälfte des 14. Jahrhunderts errichtet. Seit 1419 befand sie sich im Eigentum der französischen Krone. Ludwig XIII. ließ sie 1633 mit Ausnahme des noch heute erhaltenen Donjons schleifen. Bis zur Mitte des 19. Jahrhunderts diente der Turm dann als Gefängnis. 1988 erwarb ihn die Gemeinde Crest vom französischen Staat.
Der Turm hat bei einer Grundfläche von 20 mal 32 Metern eine Höhe von 52 Metern. Fallgitter, Wehrerker und Schießscharten zeugen von der Vergangenheit als mittelalterliche Befestigung. Der Turm verfügt über 15 Räume, die im Mittelalter zu Wohnzwecken und nach 1633 als Gefängniszellen genutzt wurden. Aus dieser Zeit stammen zahlreiche Graffiti, unter anderem von den hier festgehaltenen Protestanten.
Zur Besichtigung des Turmes bietet die Gemeinde Crest mehrere Themenführungen an. An der Ostwand des Turmes kann man sich 42 Meter tief abseilen lassen.